# Assemblée nationale (stanice metra v Paříži)
Assemblée nationale je nepřestupní stanice pařížského metra na lince 12 v 7. obvodu v Paříži. Nachází se pod Boulevardem Saint-Germain mezi ulicemi Rue de Lille a Rue de l'Université.

## Historie
Stanice byla otevřena 5. listopadu 1910, kdy byl zprovozněn první úsek Linky A, kterou provozovala Compagnie Nord-Sud. V roce 1930 převzala dráhu od Compagnie Nord-Sud společnost Compagnie du Métropolitain de Paris a linka obdržela pořadové číslo 12.
Zábradlí z tepaného železa u vchodů je charakteristické pro styl společnosti Nord-Sud. Od roku 2004 stanici originálně zdobí francouzský umělec Jean-Charles Blais. Každé tři měsíce jsou stěny nástupiště vyzdobeny velkými obrazy a poté se výzdoba obmění. Tato výzdoba bude trvat až do roku 2014. 30. září 2008 byly u příležitosti 50. výročí páté republiky na nástupišti ve směru na Mairie d'Issy instalovány obrazy znázorňující portréty šesti prezidentů včetně Nicolase Sarkozyho a hlavní události týkající se Francie a dopravy.

## Název
Původní jméno stanice znělo Chambre des Députés (= sněmovna). 30. června 1989 byla přejmenovaná na dnešní, tj. Národní shromáždění, aby souhlasila s oficiálním označením dolní komory francouzského parlamentu, která sídlí v sousedství.

## Vstupy
Stanice má tři vchody umístěné na Boulevardu Saint-Germain před domy č. 239, 278 a 233.

## Zajímavosti v okolí
- Bourbonský palác, ve kterém sídlí francouzské Národní shromáždění